# Saputit Tasiat
Saputit Tasiat [sapuˈtˢit tasiˈat] (nach alter Rechtschreibung Saputit Tasiat, meist grammatisch inkorrekt Saputit Tasia) ist eine grönländische Schäfersiedlung im Distrikt Nanortalik in der Kommune Kujalleq.

## Lage
Saputit Tasiat liegt 1,3 km nordöstlich von Saputit auf halber Strecke zwischen der Bucht Tasiusaq und dem See Tasersuaq. 5,1 km südwestlich liegt der nächste größere Ort Tasiusaq.

## Bevölkerungsentwicklung
Die Einwohnerzahl von Saputit Tasiat ist nicht bekannt. Wahrscheinlich ist sie in die von Saputit eingerechnet.